# Kalidium caspicum
Kalidium caspicum là loài thực vật có hoa thuộc họ Dền. Loài này được (L.) Ung.-Sternb. mô tả khoa học đầu tiên năm 1876.